# Јонас Корписало
Јонас Корписало (фин. Joonas Korpisalo — Пори, 28. април 1994) професионални је фински хокејаш на леду који игра на позицији голмана.
Члан је сениорске репрезентације Финске за коју је на међународној сцени дебитовао на светском првенству 2017. године.
Учествовао је на улазном драфту НХЛ лиге 2012. где га је као 62. пика у другој рунди одабрала екипа Коламбус блу џакетса.